# ان‌جی‌سی ۳۴۷
ان‌جی‌سی ۳۴۷ (انگلیسی: NGC 347) نام یک کهکشان مارپیچی در صورت فلکی نهنگ است.